# Kubiasova vila (Vamberk)
Kubiasova vila je modernistická stavba ve městě Vamberk v Královéhradeckém kraji.

## Historie

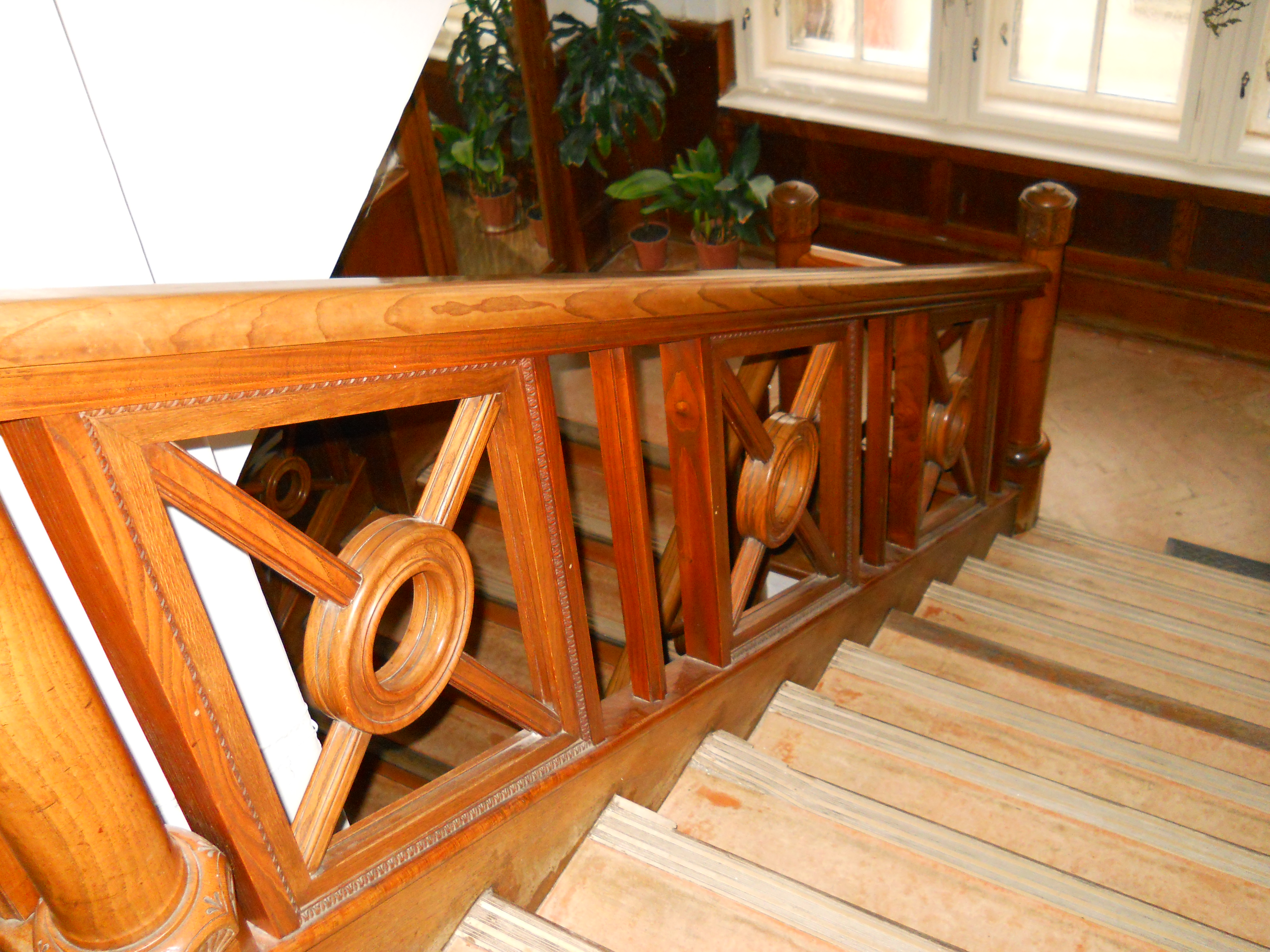
Ozdobné schodiště uvnitř Kubiasovy vily, 2011

Vila byla postavena pro továrníka Jindřicha Kubiase v roce 1923. Za jejím návrhem stojí architekt Oldřich Liska. 
Po znárodnění v 50. letech 20. století sloužila vila jako mateřská školka, v 70. letech k ní byly přistavěny jesle. Později sloužila pro potřeby krajkářské školy, v 21. století se zde občasně konají kulturní akce.
Od roku 2008 je budova památkově chráněna.